# Kyle Murphy
Kyle Murphy   (Palo Alto, 5 d'octubre de 1991) és un ciclista estatunidenc, professional des del 2015. Actualment corre a l'equip Human Powered Health. En el seu palmarès destaca el Campionat dels Estats Units en ruta del 2022.

## Palmarès
- 2017
  - Vencedor d'una etapa al San Dimas Stage Race
- 2021
  - Vencedor de 2 etapes a la Volta a Portugal
- 2022
  -  Campió dels Estats Units en ruta